# Bilecik Belediyesi Spor Kulübü
O Bilecik Belediyesi Spor Kulübü, conhecido também apenas como Bilecik Belediye, é um clube de basquetebol baseado em Bilecik, Turquia que atualmente disputa a TB2L. Manda seus jogos no Ginásio Esportivo Çok Amaçli.

## Histórico de Temporadas
| Temporada | Nível | Liga | Pos. | J    | PL  | Resultado              |
| --------- | ----- | ---- | ---- | ---- | --- | ---------------------- |
| 2013-14   | 3     | TB2L | 3    | 5-5  |     |                        |
| 2014-15   | 3     | TB2L | 12   | 2-20 |     | Rebaixado              |
| 2015-16   | 4     | EBBL | 1    | 11-1 | 2-2 | Promovidosemifinalista |
| 2016-17   | 3     | TB2L | 10   | 2-16 |     |                        |
| 2017-18   | 3     | TB2L |      |      |     |                        |

- fonte:eurobasket.com, mackolik.com